# Thrust (album)
Thrust je trinajsti studijski album Herbieja Hancocka, ki je izšel 6. septembra 1974 pri založbi Columbia Records. Kot naslednik albuma Head Hunters je dosegel podoben komercialni uspeh in 13. mesto lestvice Billboard 200. Album je posnela ista zasedba skupine The Headhunters kot Head Hunters, razen bobnarja Harveyja Masona, ki ga je zamenjal Mike Clark.

## Kompozicije
Kompozicija »Actual Proof« je bila sprva napisana za film The Spook Who Sat by the Door, Hancock pa jo je uporabil kot demonstracijo svojega stila igranja Fender Rhodesa.
»Butterfly« je izšla še na albumu v živo Flood in dveh drugih studijskih albumih: Directstep in Dis Is da Drum. »Butterfly« je bila tudi uvodna skladba Hendersonovega albuma Mahal, iz leta 1978, pri snemanju katerega je sodeloval tudi Hancock.

## Seznam skladb
Avtor vseh skladb je Herbie Hancock, razen kjer je posebej napisano.
| Št. | Naslov                                            | Dolžina |
| --- | ------------------------------------------------- | ------- |
| 1.  | „Palm Grease‟                                     | 10:38   |
| 2.  | „Actual Proof‟                                    | 9:42    |
| 3.  | „Butterfly‟ (Hancock, Bennie Maupin)              | 11:17   |
| 4.  | „Spank-a-Lee‟ (Hancock, Mike Clark, Paul Jackson) | 7:12    |

## Glasbeniki
- Herbie Hancock – Fender Rhodes, Hohner D6 clavinet, ARP Odyssey, ARP Soloist, ARP 2600, ARP String Ensemble
- Bennie Maupin – tenor saksofon, sopran saksofon, saxello, bas klarinet, alt flavta
- Paul Jackson – bas kitara
- Mike Clark – bobni
- Bill Summers - tolkala